# ایستگاه مرکزی ریگا
ایستگاه مرکزی ریگا (لتونیایی: Rīgas Centrālā dzelzceļa stacija)) ایستگاه اصلی راه‌آهن شهر ریگا، لتونی است.
این ایستگاه که در سال ۱۸۶۱ تأسیس شده به خطوط راه‌آهن سراسری لتونی و کشورهای همسایه همچون استونی، روسیه و لیتوانی متصل است.

## نگارخانه

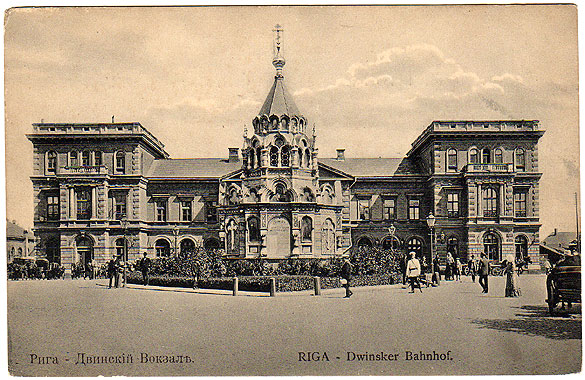
بین ۱۹۰۵ و ۱۹۱۸
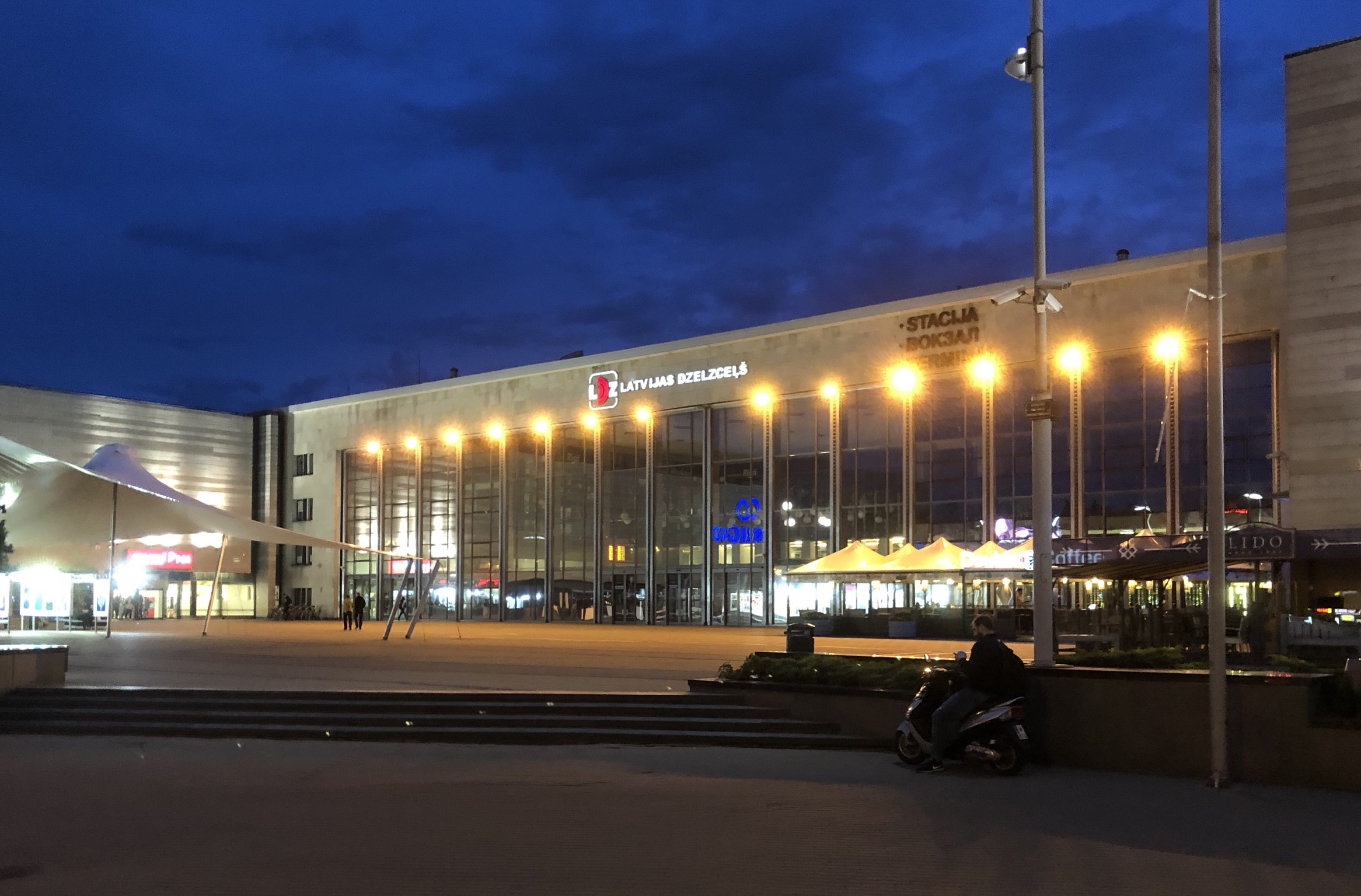
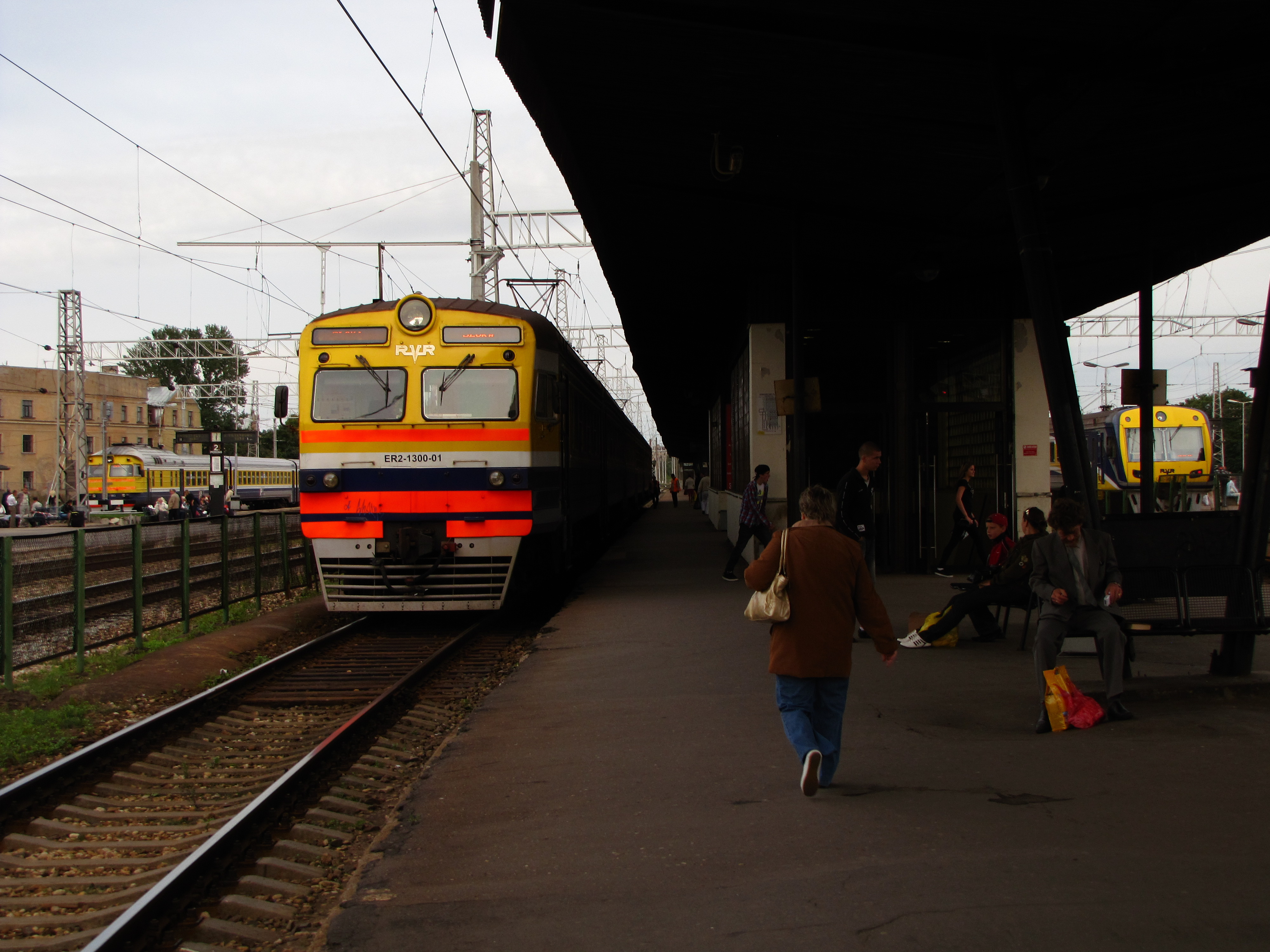
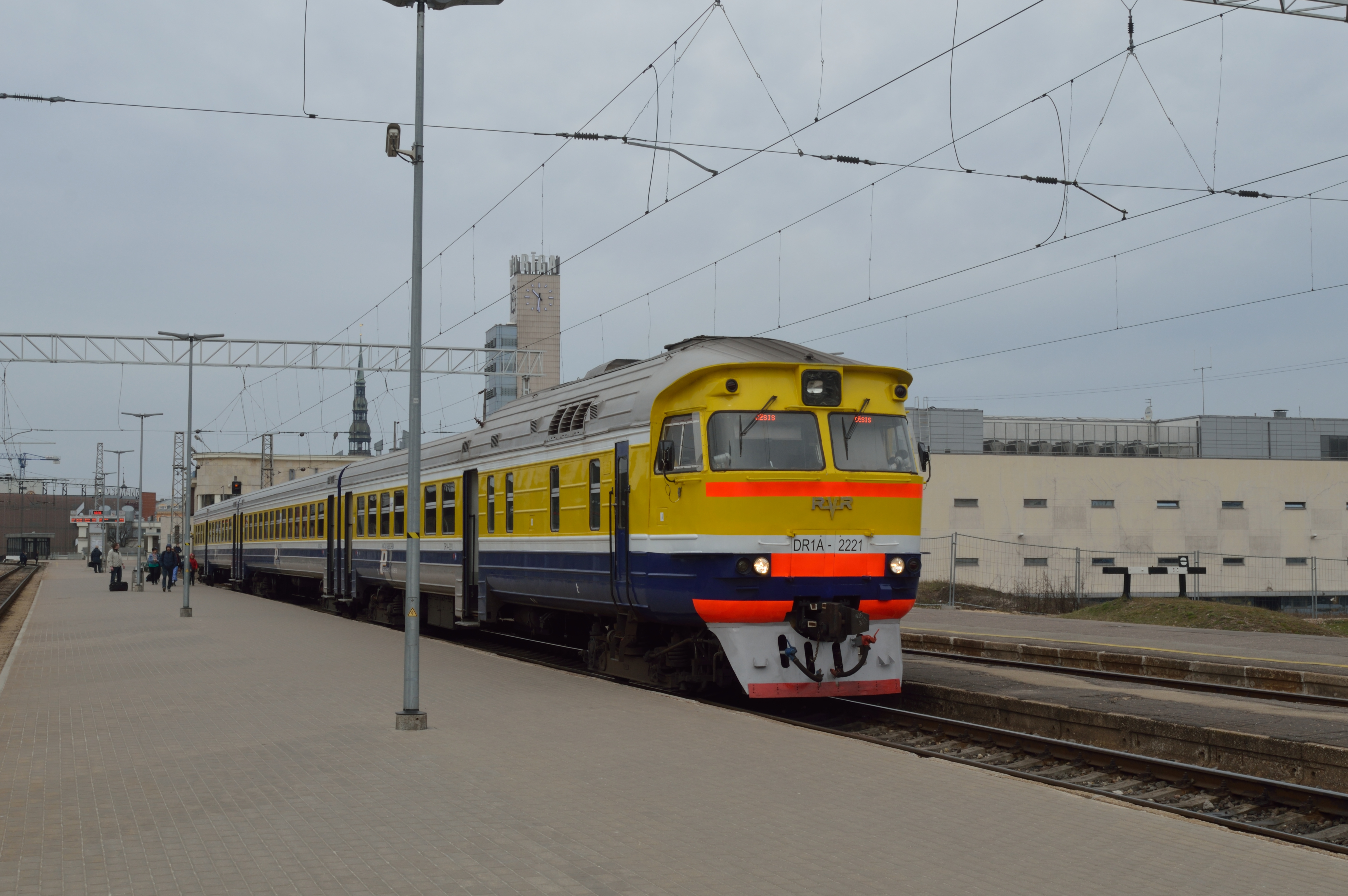